# Vincenzo Ciampi
Vincenzo Ciampi (Avellino, 12 dicembre 1967) è un politico italiano.

## Biografia
Figlio primogenito di genitori originari della provincia di Avellino, da Tufo e Montefusco, si laurea in giurisprudenza all'Università degli studi di Napoli Federico II, viene abilitato nell'esercizio di avvocato e funzionario tributario presso la Direzione provinciale dell'Agenzia delle entrate di Avellino.

### Carriera politica
Dopo aver pubblicamente aderito al Movimento 5 Stelle, nel 2013 si candida al consiglio comunale di Avellino, sostenendo la collega Tiziana Guidi come sindaco, senza però essere eletto. Nel 2015 si candida al consiglio regionale della Campania in vista delle elezioni regionali e anche qui non viene eletto.
Nel 2018 si candida a sindaco di Avellino, vincendo al ballottaggio con il 59,54% dei voti contro il candidato del Partito Democratico e del centro-sinistra Nello Pizza, venendo appoggiato al ballottaggio anche dagli altri candidati sindaci come Sabino Morano del centro-destra, Costantino "Dino" Preziosi della destra e Luca Cipriano dalla sua lista civica.
Al primo turno il PD conquistò la maggior parte dei seggi, 18 su 32. Conseguentemente, appena insediatosi come sindaco di Avellino, Ciampi si trovò nella situazione della cosiddetta "anatra zoppa", non riuscendo a formare nel consiglio comunale una maggioranza che lo sostenesse.
Il 24 novembre dello stesso anno viene sfiduciato dal consiglio comunale in un dibattito durato 7 ore con 23 voti a favore, costringendo di fatto lo stesso Ciampi a dimettersi dalla carica di sindaco tre giorni dopo, a soli cinque mesi dal suo insediamento, nonostante avesse chiesto ai gruppi consiliari di posticipare il voto di sfiducia per affrontare la questione finanziaria del comune.
Si candida alle elezioni regionali del 2020 in Campania, nel collegio di Avellino, assieme alla sua ex assessore al comune di Avellino Maura Sarno, gli attivisti Generoso Testa e Carmen Bochicchio, a sostegno del candidato alla presidenza della regione per il Movimento 5 Stelle Valeria Ciarambino. Il 21 settembre viene eletto consigliere regionale in Campania con 1 673 preferenze.
Il 15 febbraio 2023 è stato designato da Giuseppe Conte Coordinatore Provinciale del M5S per la Provincia di Avellino.